# 高沢柚衣
高沢 柚衣（たかざわ ゆい、10月9日 - ）は、日本の女性声優。埼玉県出身。かつてはRush Styleに準所属していた。

## 略歴
幼少期から歌うことや演じることが好きだったことから、高校入学と同時にドワンゴクリエイティブスクールのマスターコースに入学。高校在学中だったことから、昼間は高校の授業を、夜はスクールの授業を受けていた。入学当初より「自分の出演する作品で主題歌を歌う」を目標としていたという。
2014年10月1日よりRush Styleに所属。現在は退所している。

## 人物
趣味として歌唱、ひなたぼっこ、アニメ鑑賞、ゲームをそれぞれ挙げている。
声優になろうと思ったきっかけはアニメや漫画が大好きだったことから。その中でも『NARUTO -ナルト-』のヒロインである春野サクラのように、自身の意思を強く持ち、可愛くて格好良い少女に憧れたからだという。

## 出演
太字はメインキャラクター。

### テレビアニメ
- 聖剣使いの禁呪詠唱（2015年、女子生徒）

### OVA
- グリザイア:ファントムトリガー THE ANIMATION スターゲイザー（2020年、マギー）

### ゲーム
- おとぎソール（2017年、真実の鏡）
- ダイスの神（2017年、レフィア、レッドクイーン）
- デスティニーチャイルド（2017年、メーデイア）

### 吹き替え
- ザ・マミー（英語版）（エストレヤ〈パオラ・ララ〉）
- 最高の人生のつくり方（サラ〈スターリング・ジェリンズ〉）
- ラビリンス 4つの暗号とトランプ迷宮の秘密（オランダ語版）（ミランダ〈ポンメリエン・ティス（オランダ語版）〉）

### 舞台
- おそ松さん on STAGE 〜SIX MENS SHOW TIME〜（声の出演）